# Ottomar Oertel
Ottomar Oertel (ur. 22 sierpnia 1840 r. w Osterfeld zm. 19 października 1914 w Legnicy) – niemiecki prawnik i urzędnik. Pierwszy nadburmistrz Legnicy XX wieku zasłużony dla rozwoju miasta, Honorowy Obywatel Legnicy (1911 r.), honorowy przewodniczący Śląskiego Parlamentu Miast, założyciel Fundacji Oertela. 
Pochodził z Saksonii, studiował prawo w Jenie i Halle, a w wieku 21 lat zdecydował się na karierę urzędniczą. Po krótkiej pracy jako sędzia w sądzie wojennym w Torgau, w 1868 roku został wybrany burmistrzem podberlińskiego miasta Köpenick (obecnie dzielnica Berlina), a w trzy lata później przeprowadził się do Legnicy, gdzie po roku został burmistrzem.  23 lipca 2013 r. na wniosek portalu Liegnitz.pl Rada Miasta Legnicy uchwaliła nazwę jednego z placów na Plac Ottomara Oertela.

## Rozrost legnickiej infrastruktury
Za jego kadencji Legnica zmieniła się nie do poznania. W 1872 roku miasto zamykało się w zasadzie w obrębie średniowiecznych murów miejskich. Mury rozebrano wprawdzie kilka lat wcześniej, ale zagospodarowanie nowych terenów odbywało się już w czasach Oertela. Do swojej wizji rozwoju miasta potrafił przekonać nie tylko współpracujących z nim radnych, ale całą lokalną społeczność.
Jego pierwszymi działaniami, zmierzającymi do polepszenia życia w mieście było wybudowanie w 1874 roku jednej dużej rzeźni, w celu poprawy stanu sanitarnego i walki z epidemiami. Projekt ten został uznany przez rząd pruski za wzorowy i zalecany do stosowania przez inne miasta. Następnie w 1878 roku przystąpiono do założenia kanalizacji w centrum, a także w 1893 roku budowy oczyszczalni ścieków, zaopatrzenie rozwijającego się miasta w wodę rozwiązano poprzez ujęcia źródeł podziemnych (1890), natomiast o porządek w mieście dbał utworzony w 1882 roku zakład oczyszczania ulic. Kolejną inwestycją była wymiana położonej w 1857 roku sieci gazowej, a wraz z nastaniem ery elektryczności, już w 1898 roku wybudowano elektrownie komunalną, dzięki czemu po Legnicy mogły ruszyć pierwsze tramwaje. Kursowały na czterech liniach i łączyły z Rynkiem oraz dworcem najważniejsze dzielnice miasta.

## Rozbudowa parku
W czasach Oertela zrobiono nieprawdopodobnie wiele. Równocześnie z prowadzonymi inwestycjami w infrastrukturę miejską prowadzone były prace dotyczące Parku Miejskiego. Prawdziwy początek dynamicznej rozbudowy parku nastał po 1860 roku i wiąże się z działalnością Petzolda - ówczesnego dyrektora ogrodów miejskich. W 1863 roku Petzold opracował projekt powiększenia parku o tereny przylegające do alei Baumgarta od strony wschodniej, czyli o część przylegającą dziś do ulicy Zielonej. Odtąd park rozrastał się bardzo szybko i stale przybywało w nim różnego rodzaju urządzeń rekreacyjnych. Przyczyniała się do tego w dużej mierze działalność utworzonego w 1876 roku miejskiego Zarządu Promenad.
W latach 1877–79 za pieniądze tego Zarządu przystosowano Kozi Staw do przejażdżek gondolą i uprawiania łyżwiarstwa. W 1879 roku wybudowano istniejącą do dziś fontannę obok domu strzeleckiego, a w 1881 roku jeszcze raz zajęto się Kozim Stawem – został uregulowany, a na jego środku usypano wyspę. W 1880 roku staraniem Petzolda, na pustych dotąd terenach leżących po wschodniej stronie ulicy Adama Mickiewicza (dawniej Louisenstraβe), urządzono park wystawowy. W tym samym roku urządzono w nim pierwszą w dziejach miasta wystawę ogrodniczą, a w kolejnych latach organizowano następne wystawy, coraz to większe. Dla rozwoju parku miały one bardzo duże znaczenie, bowiem kolejne tereny wystawowe były, co jakiś czas włączane do właściwego parku. W 1883 roku zorganizowano I Śląską Wystawę Budowli i Wyposażenia Ogrodowego, a w 1890 roku po raz pierwszy, mającą taki sam zasięg Wystawę Zimowych Budowli Ogrodowych. W 1910 roku zorganizowano wielką wystawę róż. Za każdym razem część eksponatów zostawała w Legnicy i upiększała park. Dzięki temu, od schyłku XIX wieku, Legnica zaczęła mieć opinię śląskiego miasta parków i ogrodów.
Zyski z organizacji wystaw przeznaczane były na rozbudowę parku. Dzięki tym pieniądzom, w 1887 roku park wzbogacił się o nową cieplarnię i rosarium nazywane Gajem Muz, z pergolą i stawem. W 1898 roku wybudowano nową palmiarnię z podgrzewanym stawem. Rozwijały się także obrzeża parku. W 1894 roku przy ulicy Adama Mickiewicza wybudowano sanatorium „Wilhemsbad” z okazałym budynkiem służącym zabiegom leczniczym i wszystkimi charakterystycznymi dla uzdrowiska urządzeniami: pijalnia wód, sala koncertowa, sanatorium to mieściło również łaźnie parową, minibasen, wanny, kawiarnię z ogrodem letnim, w którym odbywały się koncerty kameralne. Swój początek wziął od pierwszego domu kąpielowego założonego 1812 roku po odkryciu źródeł mineralnych.
Miejski park w Legnicy spełniał więc pod koniec XIX i w XX wieku rolę prawdziwie nowoczesnej wielkomiejskiej enklawy wypoczynku i rozrywki. Był połączeniem parku rozrywek z restauracją, kawiarnią, letnim teatrem, ogrodu dziecięcego, parku wystawowego, ogrodu botanicznego, parku zdrojowego z sanatorium i wreszcie parku leśnego, który powstał w znacznym oddaleniu od centrum, z rozległymi terenami do gier sportowych i ogrodem botanicznym (obecnie Lasek Złotoryjski).

## Rozwój architektoniczny miasta
Zasugerowano, aby ta sekcja została przeniesiona do artykułu Tarninów.
Działalność burmistrza Ottomara Oertela jak i również ówczesnej rady miejskiej nie kończyła się jedynie na rozwoju terenów zieleni, ale także rozwoju budownictwa.
Przystąpiono do realizacji kolejnej inwestycji, która miała całkowicie odmienić miasto. Po rozebraniu fortyfikacji niemal natychmiast, pod kierunkiem miejskiego radcy budowlanego Otto Kirchnera, przystąpiono do tworzenia planu rozwoju miasta, a wkrótce także do jego realizacji.
Początkowo nowa miejska zabudowa koncentrowała się głównie przy ulicach wyjazdowych, szczególnie przy Jaworzyńskiej i Złotoryjskiej, ale wkrótce zaczęły powstawać całe nowe ulice, a nawet dzielnice. Pierwsza, o charakterze głównie przemysłowym, zaczęła szybko rosnąć na północnym zachodzie od centrum. Druga, zwana teraz Tarninowem, na południu. Jej budowa zaczęła się w 1862 roku od uporządkowania terenu obecnego placu Słowiańskiego (dawniej Friedrichsplatz). W następnym roku wytyczono ulicę Witelona (dawniej Gartenstrasse), a po kolejnych pięciu latach ulicę A. Mickiewicza (dawniej Luisenstrasse). W tym samym 1868 roku władze miasta zatwierdziły pierwszy plan nowej dzielnicy, który przewidywał budowę trzech głównych ulic i dwóch poprzecznych. Jedną z nich była wytyczona (na odcinku do ulicy W. Łukasińskiego) w 1874 roku ul. F. Roosevelta (dawniej Sophienstrasse). W 1879 roku (po części wynikało to z realizacji tamtego planu) wytyczono cztery nowe nowoczesne ulice - Powstańców Śląskich (dawniej Jochmannstrasse), W. Łukasińskiego (dawniej Schuetzenstrasse), W. Korfantego (dawniej Bismarckstrasse) oraz W. Reymonta (dawniej Victoriastrasse). Niebawem wytyczono i zabudowano także ulicę Szkolną (dawniej Schulstrasse). W ten sposób zapoczątkowano tworzenie nowej, nowoczesnej dzielnicy mieszkalnej, w którą szybko zaczęli inwestować tutejsi przedsiębiorcy budowlani i mieszkać najzamożniejsi mieszkańcy miasta.
Procedura inwestycyjna wyglądała następująco. Przeznaczone pod zabudowę działki, zazwyczaj całe kwartały ulic, kupowali przedsiębiorcy budowlani, którzy często bywali jednocześnie architektami. Następnie, za pieniądze własne, a przede wszystkim pożyczone w bankach (tutejsi bankierzy z firmy "Selle & Mattheus" szczycili się, że za pożyczone przez nich pieniądze wybudowano 10 procent kamienic na Tarninowie. A przecież był to jeden z wielu banków działających wówczas w Legnicy). Należy też pamiętać, że pieniędzy szukano m.in. także w kasach oszczędnościowych w ościennych powiatach, a także o tym, że niekiedy budowano także za zaliczki wpłacane przez przyszłych właścicieli. Zazwyczaj jednak kamienice (dotyczy to także niektórych willi) były sprzedawane dopiero po zakończeniu ich budowy. Oczekiwanie na kupca trwało niekiedy długo. Na ten okres przedsiębiorcy budowlani zamieniali się w kamieniczników wydzierżawiając poszczególne mieszkania.
Zabudowa tej części Tarninowa praktycznie zakończyła się na początku XX wieku: w 1901 roku wytyczono kwartał zamknięty ulicami Św. Elżbiety (dawniej Elisabethstrasse), R. Traugutta (dawniej Doktorgang) i Oświęcimską (dawniej Daeslerstrasse). Nieco wcześniej, bo w 1881 roku, wytyczono kolejny odcinek ul. A. Mickiewicza oraz ul. D. Chłapowskiego (dawniej Augustrastrasse). W 1895 roku ul. W. Łukasińskiego została przedłużona do ulicy Jaworzyńskiej.Plany przewidywały rozbudowę tej części dzielnicy na południe. Na przykład między ulicą Oświęcimską a przedłużonymi ulicami św. Elżbiety i Tatarską, miał powstać reprezentacyjny plac (Bluecherplatz), na wzór położonego w zachodniej części dzielnicy obecnego Skweru Orląt Lwowskich. Z tych ambitnych zamierzeń nic nie wyszło. Przygotowania do I wojny światowej, a później sama wojna skierowały budownictwo na inne tory, zaś po zakończeniu wojny nie było pieniędzy na monumentalne budownictwo.
Lepiej sprawy się miały z zabudową zachodniej części dzielnicy, czyli jej fragmentu zamkniętego ulicami Jaworzyńską i Złotoryjską. Plan zabudowy tego terenu został uchwalony przez zgromadzenie radnych miejskich w marcu 1891 roku, a realizację planu rozpoczęto od wytyczenia Skweru Orląt Lwowskich (dawniej Bilseplatz, a później Hindenburgplatz) oraz ulic Tadeusza Kościuszki (dawniej Dovestrasse) i Wojska Polskiego (dawniej Schubertstrasse).
Znaczna część terenu, na którym wytyczono plac i sąsiadujące z nim ulice, należał wówczas do mieszkającego w pobliżu, przy obecnej ulicy Dziennikarskiej (w tamtych czasach Wallstrasse), handlarza drewnem Gustava Knoblocha. Właściciel, dzięki sprzedaży działek budowlanych, stał się jednym z zamożniejszych mieszkańców miasta. Jednak wcześniej musiał teren odpowiednio przygotować. Rozebrał wszystkie zabudowania gospodarcze, a w 1895 roku na placu rozplantowano, w celu podwyższenia, 30 tysięcy wozów piasku.
Zachodnia, większa część Tarninowa, powstała przede wszystkim na terenie dawnych Folwarków Legnickich (jeszcze w latach międzywojennych jeden o obwodów geodezyjnych Legnicy nosił taką nazwę), między ulicą Złotoryjską (dawniej Neue Goldberger Strasse), która już w średniowieczu była ważnym szlakiem komunikacyjnym, a ulicą Jaworzyńską (dawniej Jauer Strasse). Druga z tych ulic miała rangę "małej" drogi jaworskiej. "Małej", bo ważniejsze znaczenie komunikacyjne miał dawniej trakt zaczynający się przy obecnym placu Wilsona i biegnący prawym brzegiem Kaczawy.
Spośród ulic Tarninowa w zasadzie tylko pięć (nie licząc dwóch wspomnianych wylotowych) miało odpowiedniki przed wytyczeniem dzielnicy. Pierwszą z nich była przedwojenna Museumstrasse (jeszcze wcześniej Wallstrasse, a obecnie ul. Muzealna), biegnąca w pobliżu średniowiecznych murów miejskich i łącząca ul. Jaworzyńską z ul. Złotoryjską. Drugą była Albrechtstrasse (obecnie ul. Poselska; nim jeszcze po raz pierwszy otrzymała nazwę, ale jej zabudowania przypisane były do "nowej" ulicy Złotoryjskiej), trzecią Doktorgang (obecnie ul. R. Traugutta), której nazwa wywodziła się od dawnego właściciela (chirurga i okulisty), który w drugiej połowie XVII wieku był właścicielem sąsiadujących z nią terenów. Czwartą starą ulicą była obecna ul. Elizy Orzeszkowej (dawniej Scheibestrasse), która już na planie miasta z 1826 roku zaznaczona była jako "hinter der Scheibe". Piąta stara droga, to obecna ulica Tadeusza Kościuszki. Wytyczono ją na miejscu dawnej dróżki prowadzącej do słynącego w średniowieczu z cudownych właściwości źródła świętej Jadwigi. Wszystkie pozostałe ulice, szczególnie wytyczone poprzecznie do dwóch głównych, wytyczone i zbudowane były od podstaw. Jeszcze kilka innych ulic miało w przeszłości swoje odpowiedniki, ale w postaci polnych dróg. 
O niezwykłym tempie, w jakim powstawała zachodnia część Tarninowa, może świadczyć następujący fakt: plan nowych ulic i ich zabudowy powstał w marcu 1891 roku. Skwer Orląt Lwowskich, przygotowany dla inwestorów wiosną 1896 roku, był całkowicie zabudowany jesienią 1912 roku, przy czym ostatnim budynkiem przy tym placu było liceum dla dziewcząt. Większość secesyjnych kamienic mieszczańskich wybudowano znacznie wcześniej. 
Zabudowa kolejnych ulic także postępowała bardzo szybko: już w 1898 roku powstała ul. Macieja Rataja (dawniej Martin Luter Strasse, a jeszcze wcześniej Martinstrasse), którą zabudowano (głównie stylowymi willami otoczonymi ogrodami) praktycznie przed 1901 rokiem. Budownictwo willowe miało dominować także na terenach położonych na południe od tej ulicy.
Kolejny plan rozbudowy Tarninowa zatwierdzony przez zgromadzenie radnych miejskich w 1901 roku przewidywał, że ta część dzielnicy składać się będzie z 26 ulic. Najważniejsze miały być ul. Tadeusza Kościuszki łącząca centrum miasta z najdalszym w tej dzielnicy traktem, czyli aleją Zwycięstwa (dawniej Siegesallee) oraz prostopadła do niej ul. W. Grabskiego (dawniej Bitschenstrasse). Przewidywano, że obie ulice będą miały po dwa pasma ruchu oddzielone pasem zieleni. Realizację tych planów przerwała I wojna światowa. Do jej wybuchu ulicę Tadeusza Kościuszki udało się doprowadzić tylko do ulicy W. Grabskiego.
I wojna światowa i klęska Niemiec w tej wojnie, na długie lata przerwały rozwój miasta i Tarninowa. W Legnicy gnębionej recesją i bezrobociem nikt nie miał głowy do tworzenia śmiałych planów rozwoju przestrzennego, a tym bardziej pieniędzy na kontynuację tego, co rozpoczęto przed wojną. Na początku lat dwudziestych niemal ustało budownictwo na Tarninowie, ale jak na ironię, to właśnie wtedy powstały dwie najpiękniejsze domy w tej dzielnicy - willa Teicherta (nazywana dziś "Domem Prijoma") przy ulicy S. Okrzei (dawniej Holteistrasse) i willa Gubischa (znana też jako "burmistrzówka" lub jako willa Elsnera - od nazwiska ostatniego nadburmistrza, który w niej mieszkał) przy ul. Poselskiej. Można z tego faktu wyciągnąć wniosek, że przemysł maszynowy, którego obaj fabrykanci byli przedstawicielami, dotknięty był recesją w mniejszym stopniu, niż inne dziedziny gospodarki niemieckiej.
dopracować
Oprócz budowy budynków mieszkalnych przystąpiono do opracowania i realizacji projektów dotyczących budowy budynków użyteczności publicznej. Między innymi w 1891 roku powstała koncepcja zburzenia teatru i rozbudowy na tym miejscu Ratusza, lecz szczęśliwie zrezygnowano z tej koncepcji. W 1901 roku zatwierdzono plan budowy Ratusza na placu Słowiańskim autorstwa Paula Oehlmanna przybyłego do Legnicy w 1901 roku - projekty Schönfeldera (ówczesnego miejskiego radcy budowlanego) nie zostały przyjęte. Oehlmann został jego następcą a Schönfelder opuścił Legnicę i przeniósł się do Elberfeld (obecnie dzielnica Wuppertalu) gdzie otrzymał stanowisko miejskiego radcy budowlanego. W kwietniu 1902 roku Oehlmann przedstawił pierwszą wersję projektu ale ten projekt wydał się radnym zbyt surowy. Nowy projekt rada miasta zatwierdziła 18 lipca 1902 a 30 sierpnia rozpoczęto prace zaczynając od rozbiórki trzech domów parafialnych oraz wież i murów obronnych. Na początku w 1905 roku oddano główny budynek, na parterze były pomieszczenia dla policji i centrali telefonicznej, na I piętrze kasy a na II – siedziba burmistrza (niezmieniona właściwie do czasów współczesnych). Budynek ten nie został jednak nigdy zrealizowany w całości. Przystąpiono również do budowy nowego reprezentacyjnego gmachu poczty i telegrafu, który został uroczyście otwarty 29 marca 1893 roku a także ogromne znaczenie miała decyzja o budowie drugiego mosty na Kaczawie, którego zadaniem było odciążenie starego traktu przy ulicy Wrocławskiej. Most został wzniesiony z betonu w 1904 roku.

## Szkolnictwo
Za rządów Oertela nastąpił znaczny rozwój szkolnictwa. Od 1870 roku dzięki wprowadzeniu obowiązku szkolnego dobrze rozwijała się Dokształcająca Szkoła Rzemieślnicza, w Akademii Rycerskiej od 1874 roku istniał pełny kurs gimnazjalny, w 1873 roku otwarto Rolniczą Szkołę średnią, Prowincjonalna Szkoła Przemysłowa dostała w 1874 roku prawo przeprowadzania matury, w 1882 roku otwarto Seminarium Nauczycielskie, w 1908 roku utworzono Kupiecką Szkołę Dokształcającą, w 1873 roku Wyższa Szkoła dla Dziewcząt rozbudowana w 1912 roku otrzymała nazwę "Liceum", natomiast w przypadku szkolnictwa elementarnego w 1873 roku na miejscu dawnych szkół parafialnych powstały: Ludowa Szkoła dla Chłopców oraz Ludowa Szkoła dla Dziewcząt. W 1907 roku utworzono Szkołę Specjalną dla mniej uzdolnionych, a uzupełniał ją jeszcze istniejący od 1879 roku Zakład dla Upośledzonych, w którym dzieci niebędące w stanie same egzystować, otrzymywały mieszkanie, naukę i pracę.

## Dorobek Oertela
W 1910 roku, pod koniec rządów Oertela, w mieście zarejestrowanych było 490 podmiotów gospodarczych, wśród nich fabryki produkujące odzież (3), Wyroby wełniane (6), obuwie (5), pianina i fortepiany (12), ponadto 17 drukarni, 6 tartaków, kilkanaście przetwórni ogórków i kapusty a także wiele, wiele innych zakładów i małych rodzinnych przedsiębiorstw. W czasie czterdziestoletniej kadencji Oertela liczba mieszkańców Legnicy wzrosła z 23 tysięcy w 1870 roku do 69 tysięcy w roku 1910. Wybudowano wiele nowych, istniejących do dziś obiektów użyteczności publicznej i opracowano skutecznie realizowany plan rozbudowy miasta. Za czasów Oertela zaprojektowano i wybudowano niemal cały Tarninów. Dr Oertel był wybitnym praktykiem prawa administracyjnego. Z urzędu ustąpił dobrowolnie w wieku 72 lat. Chęć dymisji zgłosił pod koniec 1911 roku, a 1 lipca 1912 roku przeszedł na emeryturę. Zmarł 19 października 1914 roku, pośmiertnie mieszkańcy Legnicy nazwali jego imieniem obecną ulicę Okrężną.

## Upamiętnienia
Rada Miejska Legnicy nadała imię Ottomara Oertela jednemu z placów w Legnicy leżącemu na Tarninowie (2013). 

## Literatura
- Humeńczuk G., Nowy Ratusz w Legnicy 1905-2005, Legnica 2005
- Humeńczuk G., Legnica około 1900 roku, Legnica 2004.
- Kalski W., Liegnitz znaczy Legnica, Legnica 1997.
- Kalski W., Legnicki Tarninów. Dzielnica i jej mieszkańcy (1878-1939), Legnica 1998.
- Łaszewski W., Rollauer T., Legnica. Dzieje miasta, Wrocław 2004.
- Legnica. Zarys monografii miasta, pod redakcją Dąbrowskiego S. Wrocław-Legnica 1998.
- Katalog zabytkowych ogrodów i parków województwa legnickiego, pod redakcją Eysymontta K. Legnica 1997.